# Achslach
Achslach je obec v německé spolkové zemi Bavorsko, ve vládním obvodu Dolní Bavorsko. Žije zde 991 obyvatel.
Achslach leží v Bavorském lese, 46 km od českých hranic.